# Победное (озеро)
Побе́дное (Каннельярви фин. Kanneljärvi) — озеро около посёлка Победа в Выборгском районе Ленинградской области. Озеро имеет неправильную форму, расположено в живописной низменности.
Площадь водосборного бассейна — 10,2 км², площадь зеркальной поверхности озера — 2 км².

## Природа
По берегам растёт тростник обыкновенный, рогоз, камыш, внутри озера встречаются водоросли.